# Babi Dół (przystanek kolejowy)
Babi Dół – przystanek kolejowy w miejscowości Babi Dół, w gminie Żukowo, w województwie pomorskim, zlokalizowany jest w zalesionym obszarze.

## Ruch pasażerski
| Rok  | Wymiana pasażerska na dobę |
| ---- | -------------------------- |
| 2017 | 20-49                      |
| 2022 | 20-49                      |

Przystanek, pierwotnie o statusie stacji, został oddany do użytku 22 maja 1932, czyli już po otwarciu 9 listopada 1930 odcinka magistrali węglowej Kościerzyna-Somonino-Osowa-Gdynia. Podczas okupacji niemieckiej stacja nosiła nazwę Babental. W 1994 zlikwidowano sygnalizację kształtową, tor mijankowy. Do 2006 zachowały się ruiny 2 nastawni Bd oraz Bd1. W 2014 zlikwidowano nieużywany peron 1. i wybudowano nową, jednokrawędziową platformę.
Przez przystanek przebiega linia kolejowa nr 201, a zatrzymujące się na nim pociągi kursują pomiędzy Kościerzyną a Gdynią Główną.
Na przystanku wykorzystywana jest tylko jedna krawędź peronowa przy peronie wyspowym, natomiast krawędź znajdująca się bliżej budynku jest nieużywana z powodu zdemontowanego toru mijankowego. Budynek dworcowy pełni obecnie funkcje mieszkalną.
Przystanek kolejowy jest często punktem początkowym dla pieszych wycieczek do rezerwatu przyrody Jar Rzeki Raduni, do którego można dojść nieopodal wyznaczonym szlakiem Kartuskim. Szlak znajduje się w odległości około 700 m od przystanku w kierunku wiaduktu przechodzącego nad torami.
W odległości 3,838 km od przystanku w kierunku Gdyni, nieopodal miejscowości Glincz, znajduje się posterunek odgałęźny o tej samej nazwie. Jest to miejsce przecięcia się z linią kolejową Pruszcz Gdański – Łeba.